# Отров (албум Халида Бешлића)
Отров је пети• албум Халида Бешлића. Издат је 1986. године. Издавачка кућа је Југотон.

## Песме
1. Отров ми дајте
2. Враћам се мајци у Босну (Београђанка)
3. Она је опијум
4. Лимун жут
5. Мујо, Халил и вила
6. Ја жалим ружу
7. Чаробна фрула
8. Хеј, лијепа жено